# Забег за облака
Марафон «Забег за облака» — традиционный марафон проводящийся в последнее воскресенье августа в городе Златоусте Челябинской области.
Изначально забег проводился в два дня. В первый день стартовали от нынешнего центрального входа в национальный парк «Таганай», а финишировали в приюте ТТС (примерно 15 км). Во второй день бежали 4 км вверх из приюта на Круглицу. Такой дистанция забега была с 1991 по 1993 года. Потом, организаторы сделали перерыв на 6 лет и с 2000 года начали проводить забеги на марафонскую дистанцию.

## Характеристики дистанций
- Забег 12 км: круг суммарным набором высоты в 350 метров проходит по маршруту: старт — туристический приют «Белый ключ» — старт
- Забег 30 км: круг суммарным набором высоты в 1050 метров проходит по маршруту: старт — гора Круглица — старт
- Марафон 42 км: дистанция состоит из двух кругов (12 км + 30 км). С 2016 года появился новый маршрут через Малый Таганай — Круглицу, благодаря которому спортсмены пробегают один «круг», не пробегая через финиш дважды.